# Reino del Deseo
 El reino del deseo (en sánscrito: कामधातु, kāmadhātu) es uno de los trailokya o tres reinos (en sánscrito: धातु, dhātu, en tibetano: khams) de la cosmogonía budista en los que un ser atrapado en el saṃsāra puede renacer. Los otros dos son el Reino de la Forma (en sánscrito: rūpadhātu) y el Reino sin Forma (ārūpadhātu).